# Lane-Ryrs socken
Lane-Ryrs socken i Bohuslän ingick i Lane härad, ingår sedan 1971 i Uddevalla kommun och motsvarar från 2016 Lane-Ryrs distrikt.
Socknens areal är 84,82 kvadratkilometer, varav land 83,03. År 2000 fanns här 1 806 invånare. Tätorten Fagerhult samt kyrkbyn Lane-Ryr med sockenkyrkan Lane-Ryrs kyrka ligger i socknen. 

## Administrativ historik
Lane-Ryrs socken har medeltida ursprung och finns omnämnt i Biskop Eysteins jordebok från 1399. I med att Lane-Ryr tillhör Bohuslän, tillhörde socknen Norge fram till Freden i Roskilde 26 februari 1658.  Före den 1 januari 1886 (ändring enligt beslut den 17 april 1885) var namnet Ryrs socken (norra).
Vid kommunreformen 1862 övergick socknens ansvar för de kyrkliga frågorna till Lane-Ryrs församling och för de borgerliga frågorna bildades Lane-Ryrs landskommun som 1971 uppgick i Uddevalla kommun.
1 januari 2016 inrättades distriktet Lane-Ryr, med samma omfattning som församlingen hade 1999/2000.  
Socknen har tillhört samma fögderier och domsagor som Lane härad. De indelta soldaterna tillhörde Bohusläns regemente, Lane kompani och båtsmännen 1:a Bohusläns Båtsmanskompani.

## Geografi och natur

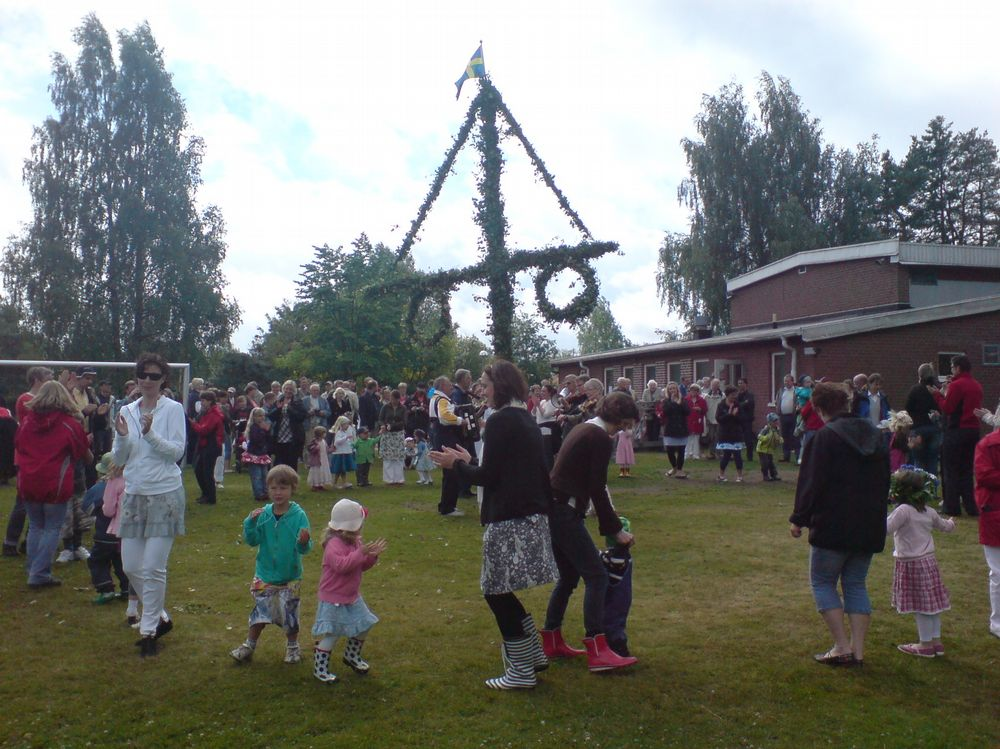
Midsommarfirande vid Lane-Ryrs skola

Lane-Ryrs socken ligger i norr och öster längs gränsen mot Dalsland och Västergötland. I väster och söder går gränsen från Krokevattnet ner mellan Bjursjön och Hogsjön, genom sjöarna Stora Köperödssjön, Grind och Kyrksjön. Socknen är bergs- och skogsbygd med smärre uppodlade dalar. Det är Grind som är socknens största sjö, den delas med Bäve socken.

## Kultur och fritid
Lane-Ryr har tre fotbollsplaner: Lanevallen och Signerödsvallen som nyttjas av fotbollslaget IFK Lane och en grusplan i anslutning till Lane-Ryrs skola. Den enda nöjesinrättningen som finns i området är Lane Loge. Från början var det ett dansställe med dansbandsprägel, men anläggningen har vuxit och har stugor, camping, fotbollsgolf, femkamp och anordnar dessutom Västkustens dansfestival. Större årligt återkommande traditioner i bygden är bland annat skolavslutningen, midsommarfirande vid skolan och på våren eldas det på flera platser påskbrasor.

## Fornlämningar
Knappt 70 fornlämningar är kända, framför allt i form av förhistoriska boplatser och ensamliggande gravar såsom högar och stensättningar. Även fyndplatser för knivar och yxor av sten eller flinta finns. Ett järnåldersgravfält är känt, beläget ca 500 m nordost om Kyrkebyn.

## Befolkningsutveckling
Befolkningen ökade från 1 119 1810 till 2 309 1880 varefter den minskade till 1 028 1960 då den var som lägst under 1900-talet. Därefter ökade folkmängden på nytt till 1 625 1990. Enligt Uddevalla kommun bodde det 2009 1 658 personer i Lane-Ryr, och trenden de senaste åren har varit en liten minskning.

## Näringar
Största arbetsplatsen är cementgjuteriet som tillverkar betongelement och ingår i koncernen Färdig Betong som har varit versamt sedan mitten av 1900-talet. I övrigt är de dominerande näringarna skogs- och jordbruk samt djurhållning. 

## Namnet
Lane-Ryr omnämns i Biskop Eysteins jordebok från 1399 som Maggarioder men kallas i de flesta andra källor Riodra, Ryr eller Norra Ryr (Väne-Ryr hette då Södra Ryr).
Ordet ryd är ett fornnordisk ord riodr, öppet ställe i skogen. Jämför Svenska Akademiens ordbok: röja .

### Fotnoter
1. 1 2 3 4  Svensk Uppslagsbok Lane-Ryrs socken
2. 1 2  Harlén, Hans; Harlén Eivy (2003). Sverige från A till Ö: geografisk-historisk uppslagsbok. Stockholm: Kommentus. Libris 9337075. ISBN 91-7345-139-8
3. 1 2  Lane-Ryr hembygdsbok, Kia Sörqvist. Utgiven av Lane-Ryrs hembygdsförening, 1985. Libris
4. 1 2  Administrativ historik för Lane-Ryr socken (Klicka på församlingsposten). Källa: Nationella arkivdatabasen, Riksarkivet.
5. ↑  SCB folkräkningen 1890 andra delen Arkiverad 24 september 2015 hämtat från the Wayback Machine. sida 51 anm. till Göteborgs och Bohus län not 1
6. ↑  Om Bohusläns båtmanskompanier (privat webbplats)
7. ↑  Sjögren, Otto (1933). Sverige geografisk beskrivning del 4 Göteborgs och Bohus län, Älvsborgs, Skaraborgs och Värmlands län. Stockholm: Wahlström & Widstrand. Libris 9941
8. 1 2  Fornminnesregistret, Riksantikvarieämbetet: Lane-Ryrs socken Fornminnen i socknen erhålls på kartan genom att skriva in sockennamn (utan "socken") i "Ange geografiskt område"
9. 1 2 3  Nationalencyklopedin
10. ↑  Fornlämningar, Statens historiska museum: Lane-Ryrs socken
11. ↑  Folkmängd 1810-1890 Lane-Ryr i Göteborgs och Bohus län, Demografiska databasen, Umeå universitet (läst 3 juni 2016)
12. ↑  http://www.uddevalla.se/download/18.1de87248123180a881880001200/Svenska+2010.pdf